# Fidel Espinoza
Fidel Edgardo Espinoza Sandoval (Puerto Montt, 24 de enero de 1970) es un profesor de Estado en historia y político chileno, miembro del Partido Socialista de Chile (PS). Desde marzo de 2022, se desempeña como senador de la República en representación de la Circunscripción 13, Región de Los Lagos, por el período legislativo 2022-2030.
Fue diputado de la República en representación del antiguo distrito n° 56 de la región de Los Lagos durante cinco periodos consecutivos, desde 2002 hasta 2018; desempeñando el cargo de presidente de la Cámara de Diputados entre 2017 y 2018. Luego, desde marzo de 2018 hasta marzo de 2022, ejerció el mismo cargo, pero en representación del nuevo distrito n.° 25, de la misma región.

## Biografía

### Familia
Nació el 24 de enero de 1970 en Puerto Montt. Es hijo de María Sandoval Altamirano y Luis Espinoza Villalobos, quien fuera diputado por la 24ª Agrupación Departamental entre 1969 y 1973. Es hermano de Patricia Espinoza, concejala de la comuna de Puerto Montt (en el periodo 2008-2012) y de Ramón Espinoza, alcalde de la comuna de Frutillar durante tres períodos consecutivos desde 2004 hasta 2016.
Es soltero y padre de dos hijas; Paola (1990) y Camila (1994).[cita requerida]

### Estudios y vida laboral
Entre 1985 y 1988, realizó sus estudios secundarios en el Colegio San Francisco Javier de Puerto Montt. Finalizada su educación escolar, en 1989 ingresó a la Universidad de Los Lagos ubicada en Osorno, donde obtuvo el título de profesor de Estado en historia y geografía y licenciado en educación, en 1994. Posteriormente, en 2000, realizó un magíster en desarrollo regional en la Universidad Internacional de Andalucía, España.
En el ámbito laboral, ha combinado labores docentes y profesionales. En 1992, fue ayudante de cátedra en la Universidad de Los Lagos, hasta 1995. Posteriormente, entre 1995 y 1998, trabajó en el Fondo de Solidaridad e Inversión Social (Fosis) de la región de Los Lagos, mientras que entre 1996 y 2000, fue profesor en el Departamento de Ciencias Sociales de la misma universidad. Asimismo, entre 2001 y 2002 trabajó como investigador en el Centro de Estudios Regionales de la dicha casa de estudios.

## Carrera política

### Inicios
Se inició en política como dirigente universitario entre los años 1990 y 1994. Ese último año y hasta 1996, presidió la Juventud Socialista (JS) de la provincia de Llanquihue. Entre 1996 y 1998, fue presidente regional de la JS y jefe de la campaña presidencial del candidato Ricardo Lagos en las comunas de Fresia, Frutillar, Llanquihue, Los Muermos, Puerto Octay, Puerto Varas, Purranque, Puyehue y Río Negro.
Entre 1998 y  2000, fue secretario regional del Ministerio de Transportes y Telecomunicaciones (MTt) de la Región de Los Lagos. Ese mismo año y hasta 2001, asumió como jefe de la División de Administración y Finanzas del Gobierno Regional (GORE) de la misma región.

### Diputado
En las elecciones parlamentarias de 2001 fue electo como diputado por el distrito n.º 56 (correspondiente a las comunas de Fresia, Frutillar, Llanquihue, Los Muermos, Puerto Octay, Puerto Varas, Purranque, Puyehue y Río Negro) de la región de Los Lagos, por el periodo 2002-2006. Durante su gestión, integró las comisiones permanentes de Educación, Cultura, Deportes y Recreación; Obras Públicas, Transportes y Telecomunicaciones; Recursos Naturales, Bienes Nacionales y Medio Ambiente; y Vivienda y Desarrollo Urbano; y la Comisión Investigadora sobre Tala Ilegal del Alerce.
Paralelamente, en 2002 asumió la presidencia provincial del PS en Llanquihue. Al año siguiente y hasta 2006, fue presidente provincial de dicha colectividad.
En las elecciones parlamentarias de 2005, fue reelecto como diputado por el mismo distrito, por el período legislativo 2006-2010. Integró las comisiones permanentes de Vivienda y Desarrollo Urbano; y de Obras Públicas, Transportes y Telecomunicaciones. Así como también, las comisiones investigadoras de Chiledeportes; y sobre Irregularidades en Ferrocarriles del Estado. Además de las comisiones especiales de Deportes; y sobre Política Antártica Chilena.
En misiones al extranjero, asistió a la Reunión de la Asamblea General de la FIPA (Foro Interparlamentario de las Américas) en Colombia. También, integró los grupos interparlamentarios chileno-colombiano, chileno-italiano y chileno-venezolano.
En las elecciones parlamentarias de 2009, obtuvo su reelección diputacional por el mismo distrito, por el período 2010-2014. En enero de 2010, asumió como vicepresidente nacional de su partido en la directiva transitoria que encabezó Fulvio Rossi hasta abril del mismo año. En este periodo fue integrante de las comisiones permanentes de Pesca, Acuicultura e Intereses Marítimos; de Superación de Pobreza, Planificación y Desarrollo Social; y de Derechos Humanos. Junto con las comisiones especiales de Deportes. Formó además, parte del comité parlamentario del PS.
Por último, en las elecciones parlamentarias de 2013 fue reelecto como diputado por el mismo distrito de la región de Los Lagos, por el periodo 2014-2018, siendo éste su cuarto período consecutivo en la Cámara de Diputados. Asumió el 11 de marzo de 2014 e integró las Comisiones Permanentes de Educación; Deportes y Recreación; y Vivienda, Desarrollo Urbano y Bienes Nacionales. Asimismo, fue elegido como presidente de la Cámara de Diputados, función que desempeñó entre el 22 de marzo de 2017 y el 11 de marzo de 2018.
Se presentó como candidato en las elecciones parlamentarias de 2017, siendo reelecto como diputado, pero ahora por el nuevo distrito n° 25 de la región de Los Lagos, dentro del pacto «La Fuerza de la Mayoría» (período legislativo 2018-2022). Integró las comisiones permanentes de Recursos Hídricos y Desertificación; Vivienda, Desarrollo Urbano y Bienes Nacionales, la cual presidió a partir del 3 de marzo de 2021; y Deportes y Recreación. También formó parte de la bancada socialista y fue presidente del Grupo interparlamentario chileno-chino.

### Senador
En agosto de 2021 inscribió su candidatura al Senado, representando a su partido, por la Circunscripción 13, Región de Los Lagos, por el periodo legislativo 2022-2030. En las elecciones parlamentarias de noviembre, fue elegido dentro del pacto «Nuevo Pacto Social» con 53.820 votos, correspondientes al 18,17% del total de los sufragios válidamente emitidos. Obtuvo la primera mayoría en esta zona del país.
Asumió el cargo el 11 de marzo de 2022, y desde el 23 de marzo, pasó a integrar las comisiones permanentes de Vivienda y Urbanismo; Educación y Cultura; e Intereses Marítimos, Pesca y Acuicultura.

## Historial electoral

### Elecciones parlamentarias de 1997
- Elecciones parlamentarias de 1997, candidato a diputado por el distrito 56 (Fresia, Frutillar, Llanquihue, Los Muermos, Puerto Octay, Puerto Varas, Purranque, Puyehue y Río Negro)[2]

### Elecciones parlamentarias de 2001
- Elecciones parlamentarias de 2001, candidato a diputado por el distrito 56 (Fresia, Frutillar, Llanquihue, Los Muermos, Puerto Octay, Puerto Varas, Purranque, Puyehue y Río Negro)[3]

### Elecciones parlamentarias de 2005
- Elecciones parlamentarias de 2005, candidato a diputado por el distrito 56 (Fresia, Frutillar, Llanquihue, Los Muermos, Puerto Octay, Puerto Varas, Purranque, Puyehue y Río Negro)[4]

### Elecciones parlamentarias de 2009
- Elecciones parlamentarias de 2009, candidato a diputado por el distrito 56 (Fresia, Frutillar, Llanquihue, Los Muermos, Puerto Octay, Puerto Varas, Purranque, Puyehue y Río Negro)[5]

### Elecciones parlamentarias de 2013
- Elecciones parlamentarias de 2013, candidato a diputado por el distrito 56 (Fresia, Frutillar, Llanquihue, Los Muermos, Puerto Octay, Puerto Varas, Purranque, Puyehue y Río Negro)[6]

### Elecciones parlamentarias de 2017
- Elecciones parlamentarias de 2017, candidato a diputado por el distrito 25 (Fresia, Frutillar, Llanquihue, Los Muermos, Osorno, Puerto Octay, Puerto Varas, Puyehue, Purranque, Río Negro, San Juan de la Costa y San Pablo)[7]

### Elecciones parlamentarias de 2021
- Elecciones parlamentarias de 2021, candidato a senador por la 13° Circunscripción, Región de Los Lagos.[8]